# Thomasomys rosalinda
Thomasomys rosalinda is een zoogdier uit de familie van de Cricetidae. De wetenschappelijke naam van de soort werd voor het eerst geldig gepubliceerd door Thomas & St. Leger in 1926.

## Voorkomen
De soort komt voor in Peru.